# أدب عربي
الأدب العربي هو مجموع الأعمال المكتوبة باللغة العربية، ويشمل الأدب العربي النثر والشعر المكتوبين بالعربية وكذلك يشمل الأدب القصصي والرواية والمسرح والنقد.
كذلك يعرف الأدب العربي على أنه : الكلام الإنشائي البليغ، الذي يقصد به التأثير في عواطف القراء والسامعين، سواء أكان شعرا أو نثرا.
ازدهر الأدب العربي خلال العصر الذهبي للإسلام، وظل نابضًا بالحياة حتى يومنا هذا.

## أغراض الشعر العربي
أغراض الشعر العربي كثيرة نجد من بينها غرض الهجاء المدح الفخر الغزل الرثاء.

### الهِجاء
كان الهجاء شائعًا بين الأعداء والأضداد من الناس وبين الشعراء وبعضهم البعض حيث يذكرون مساوئ بعض. وهنا أقدم بين يديك هذه الأبيات في الهجاء من العصر الجاهلي وهي لأوس بن حجر:

### المديح
كان المديح للحكام والكبار والأعيان وكان يمنح الشاعر من المال على قدر جودة شعره وإعجاب الممدوح به.
قـم للمعلـم وفّـه التبـجيــلا كـاد المعلم أن يـكون رســولا
```
- أحمد شوقي.
```

أنا الذي نظر الأعمى إلى أدبي وأسمعتْ كلمـاتـي من بـه صمـمً
```
- أبو الطيب المتنبي.
```

إذا رأيت نيـوب الليث بـارزة فـلا تظنن أن الليث يـبتـســم
```
- أبو الطيب المتنبي.
```

مـا أبـعد الغايـات إلا أننـي أجد الثبـات لكـم بـهن كفيـلا
- أحمد شوقي.
وإنمـا الأمـم الأخلاق مـا بقيـت فإن هم ذهبت أخلاقـهم ذهبــوا
```
- أحمد شوقي.
```

ولد الـهدى فالكائنـات ضيـاء وفم الزمــان تبسـم وثنــاءُ
```
- أحمد شوقي.
```

أيـا مـن بالوفـا قد عودونـي بـحق المصـطفـى لا تـهـجرونـي
- موال لرشيد غلام.
الأم مـدرسـة إذا أعـددتـهــا أعددت شـعـبــا طيـب الأعـراق
- حافظ إبراهيم.
ولا خيـر فـي ودّ امرئ متلـوّن إذا الريح مالت مال حيث تميل
```
- الإمام الشافعي.
```

ألذ الحب ما كان استراقا وأعذبه إذا شئت القليل
```
- منصر فلاح.
```

عرف الشاعر العربي الجاهلي المديح واتخذه وسيلة للتكسُّب، وكان للغساسنة في الشام والمناذرة في الحيرة دور كبير في حفز الشعراء على مديح أمرائهم.
ومن أشهر المداحين من شعراء الجاهلية:النابغة الذبياني الذي اشتهر بمدح النعمان بن المنذر، كما يقول أبو عمرو بن العلاء: (وكان النابغة يأكل ويشرب في آنية الفضة والذهب من عطايا النعمان وأبيه وجدّه.)
وقد مدح الشاعر الجاهلي بفضائل ثابتة كالشجاعة والكرم والحلم ورجاحة العقل ورفعة النسب، وكلها ترسم الصورة الخلقية المثلى للإنسان في رؤياه، كما كان يتخذ من المدح المبالغ فيه ـ باستثناء زهير بن أبي سُلمى مثلا ـ حافزًا للممدوح على المزيد من العطاء.
وكان يقدّم لقصائده في المديح بوصف الرحلة ومشاق الطريق وما أصاب ناقته من الجهد ليضمن مزيدًا من بذل ممدوحه.
وفي عصر صدر الإسلام، ظهر تيار جديد في المديح، هو مدح النبي محمد (صلى الله عليه وسلم).
ومن أوضح نماذجه لاميّة كعب بن زهير «بانت سعاد» التي أنشدها عند عفو النبي الكريم عنه، وصارت إلى عصور متأخرة نموذجًا يُحتذى.
كما زخرت قصائد حسّان بمديحه للنبي محمد أيضًا. وبذلك تحوّل المدح من التكسّب إلى التدين، واكتسب، فيما عبر به من الأوصاف، التجرد والصدق، بعيدًا عن التكسّب فضلاً عن رسم الصورة الإسلامية للفضائل والقيم الخلقية.
وفي العصر الأموي، امتزج المديح بالتيارات السياسية، بعضها يمالئ الأمويين، وبعضها الآخر يشايع فرقًا مختلفة، وكان مداحو الأمويين يتكسبون بمدائحهم، بينما تجرد شعراء الفرق المختلفة عن التكسب، بل اتخذوا من مدائحهم وسيلة للانتصار للمذهب ومحاربة خصومه، كما نجد في مديح عبيدالله بن قيس الرقيات لمصعب بن الزُّبير الذي يجسّد بشكل واضحٍ نظرية الزبيريين في الحكم.
وأما في العصر العباسي المتأخِّر فإن أجلى صور المدح، تتمثّل في مدائح المتنبي لسيف الدولة؛
إذ هي صادرة عن حب صادق، وإعجاب تام ببطولة سيف الدولة الذي يجسد حلم أبي الطيب بالبطل المخلِّص من اعتداءات الروم.
ومن هنا جاءت مدائحه تلك أشبه بملاحم رائعة.
وكذلك كان أبو تمام في مدائحه للمعتصم، وبائيته أشهر من أن نذكرها هنا. (السيف أصدق إنباء من الكتب)
وهنا نشير إلى حقيقة مهمة وهي أن المدح في الشعر العربي ـ وإن يكن للتكسب ـ لم يكن في كل الأحوال يعني التملق والبحث عن النفع، بل هو في كثير من الأحيان تجسيد للود الخالص والإعجاب العميق بين الشاعر والممدوح، وهذا مايتضح في مدائح المتنبي لسيف الدولة، فهي تجسيد حي لهذا المعنى الذي أشرنا إليه.
فقد كان المتنبي شديد الإعجاب بسيف الدولة ويرى فيه البطل العربي الذي طالما تاقت إليه نفسه، بقدر ما كان سيف الدولة عميق التقدير لأبي الطيب، ويرى فيه الشاعر العربي الفذ الذي طالما تطلعت إليه نفسه الذواقة للشعر، التواقة أبدًا للشاعر الذي يخلّد بطولاته.
مضى المدح في سائر العصور كما كان على نحو ما أوضحنا وإن تفاوتت فيه عناصر القوة والضعف، كما سجل لنا مدح الشعراء لبني أيوب، والمماليك، وبخاصة، بطولات هؤلاء الرجال في مقاومتهم للصليبيين والتتار والمغول.
يعد المدح في العصر الحديث على صورته القديمة، إذ رأينا الشاعر الحديث يرسم لنا صورة بطل قديم ـ مثلا ـ ليضعه أمامنا نموذجًا للبطولة، ولم يعد الشاعر نديمًا لذوي السلطان وأنيسًا في مجالسهم واقفًا شعره وولاءه عليهم، بل صارت الأنشودة الوطنية العاشقة للوطن بديلاً جديدًا للمدح التقليدي

### الرثاء
كان الرثاء من أهم فنون الشعر العربي، بل انه يتصدرها بصدق الإحساس وعمق الشعور وحرارة التعبير، ومن أشهر شعراءه الخنساء ومن أجمل ما قالت فيه:

### الاعتذار
وزعيمه المنشئ لأساسه هو النابغة الذبياني، وقد أثارته ظروف الشاعر مع الملك النعمان بن المنذر، ومنه قوله له:

### الغزل
كان شعر الغزل مقبولاً ومحبوباً إلا أن التشبيب (أي ذكر اسم المحبوبة) كان غير مقبول. حيث كان الشاعر القديم يتغنى بمحاسن محبوبته شكلاً وموضوعا ويذكر لوعته وشوقه إليها. ومن أجمل ما قيل فيه قول ابن عبدربه الأندلسي:

### الفخر
عادة أصيلة من عادات العرب وهو الفخر بالأنساب والأحساب والأصل والمنبت، رغم أنها محرمة دينياً، ومن أجمل أبيات الفخرالعربي بيت بشار بن برد الذي يفخر فيه بمضر مع أنه من المولدين:
الوصف
الوصف غرض شعري جميل، استخدمه كثير من الشعراء منذ العصر الجاهلي فتجد في أشعارهم وصف الرحلة ووصف الراحلة ناقة كانت أو فرس أو أي شيء آخر قد يصفه الشاعر كقول امرئ القيس يصف حصانه:
وقول بشار بن برد يصف المعركة:
وابن زيدون في وصف الطبيعة:

## الأدب العربي القديم
هو أقدم أدب حي. ترجع نشأته إلى أكثر من ستة عشر قرناً. نشأ في بادية «نجد» شعراً غنائياً في شكل سمي «القصيدة». ويعد امرؤ القيس الذي وصل بهذا الفن إلى ذروة شامخة، من تلاميذ مدرسة نجد. وظلت القصيدة الجاهلية النجدية في شكلها العام، حتى العصر الحديث، مثلاً أعلى يحتذى. لا نعرف الصور التي تصور المحاولات الأولى، ولكن مدرسة نجد ترجع إلى ماقبل القرن 4. وفي القرن 6، انتشر الشعر من نجد، وقلد في سائر أنحاء الجزيرة، وحمل خصائص محلية، ولكن سلطان المثل النجدي لم يضعف إلا بظهور الإسلام.
يختلف شكل القصيدة العربية عن شكل القصائد المعروف في الآداب الأخرى. وتمتاز بأن موضوعها، وهوالمديح، يمهد له بوصف الرحلة إلى الممدوح، ويقدم للرحلة بشعر في النسيب يشكو فيه الشاعر فراق الأحبة. وفي الرحلة يتاح للشاعر أن يصف جواده، أو ناقته، والطبيعة من حوله، وحياة الحيوان وصراعه مع غيره من الحيوانات أو مع الطبيعة. والمدح يتغنى بفضائل الصحراء ويصف حياة الكريم في ضيافته وشربه وحروبه. وأبيات القصيدة عادة من 60 إلى 100، وكلها تلتزم بحراً واحداً وقافية واحدة.
والمعلقات عشر أو سبع، هي خير مثال لهذا الشعر. ولاشك أن شعراء ضاع شعرهم سبقوا مدرسة نجد. وقد ساهم بلاط المناذرة وبلاط الغساسنة في تطوير القصيدة، ولكنهما لم يخلقا نوعاً جديداً إلى جوار القصيد النجدي. ولما كانت القصيدة تجمع موضوعات عدة فإنها كانت امتحاناً طيباً لقدرة الشاعر.
امتاز قصيد نجد، إلى جانب هذا الشكل العام والموضوعات المعينة، بخصائص ذاعت وقلدت، مثل التركيز في رسم الصورة، وتعميم الفكرة بحيث تصبح في يسر مثلا أو حكمة. وبينما كان وصف المرأة في النسيب عاماً مبهماً كان وصف الحيوان والصحراء واقعياً دقيقاً. ولأن الشاعر يلجأ إلى الصورة المركزة، أصبح محور النقد هو البيت الواحد. ولما كان الشعر لفترة طويلة غير مكتوب، يعتمد على السماع في الرواية، فإن الشاعر لم يستطع أن يركب الصورة أو أن يسرح بالخيال، اعتماداً على تذكر السامعين لأبياته السابقة. ومن هنا تحدد الشعر من حيث الموضوعات والصور، وأخذ يجول حول المعروف والمسلم به، واتخذ الشكل مكانة ممتازة، لأنه المجال الأكبر للتجديد والتنويع. وصلنا عن هذه الفترة بعض مقطوعات ورجز، في وصف الحروب والرثاء، ثم حماسيات يتغنى بها الصعاليك مثل: الشنفرى وتأبط شرا، وهجاء يمثل سلطة شيطان الشعر على الشاعر.
تركز اهتمام الشعراء حول الألفاظ، فاكتسب بعضها جمالاً وسحراً ولا توجد في هذه الفترة قصائد خالصة لموضوع واحد، إلا مقطعات قليلة في الخمر. أما الطرديات فمنعدمة، لأن وصف الصيد كان جزءاً من القصيدة العامة. أما شعراء الحضر في الجاهلية، فقد اختلف شعرهم قليلاً من حيث الموضوع والمعالجة، ولكن الذي بقي لنا منه قليل، أشهره شعر عدي بن زيد في الخمر، وشعر أمية بن أبي الصلت الديني. وليس هناك ما يقطع بعدم احتمال كتابته بعض الشعر قبل الإسلام، ولكن الواضح أنه لم يصلنا منه شيء.
يشير الفرزدق في شعره إلى ديوان مكتوب للبيد الشاعر. ولكن تدوين الشعر العربي بدأ في القرن 8 أي بعد تأليفه بأكثر من 200 أو 300 سنة، وهذا يفتح باباً كبيراً في صحة هذا الشعر من حيث حجة النص، ونسبته إلى شاعر معين. والنثر من هذه الناحية أوسع مجالاً للشك في صحته، ولكن هناك أدلة على أن تجويد النثر كان معروفا. فلقد وصلت حكم وأمثال تصور فن الإيجاز المتجلى في صناعة القصيد. وهناك إشارات إلى صحف مكتوبة في الجاهلية. وربما كانت بعض الأحكام القضائية تكتب للاطمئنان إلى تنفيذها.
وهناك نماذج من الخطابة وضلتنا تمتاز بالإطناب والسجع والمقابلة بين الفقرات المتساوية طولاً، وإذا كانت الفقرات التي أوردها الجاحظ في كتابه «البيان» تدل على مستوى هذا الفن، فإنه من العسير أن تطمئن اطمئناناً كاملاً إلى صحة نصوص هذه الخطب، فقد يصح بعض فقراتها ليس غير. أما المثل، وكان الأحق أن يكون بلهجة القبيلة المحلية لطبيعة وظيفته، فإن الاطمئنان إلى لفظه أعسر. وقد وصلت عن هذه الفترة أيضاً أحاجي وقصص حيوان، وقصص عن أيام العرب، نشك في نصها ونطمئن إلى وقائعها، وإلى فنية التركيب والبناء، وقد نطمئن إلى بعض فقراتها، وإلى الشعر الذي يحليها.
والاطمئنان إلى نصوص عن القبائل الجنوبية أعسر، حتى أنه يمكن الجزم بأن كل هذه النصوص خضعت لتغيرات كثيرة عند التدوين. وجاء القرآن الكريم بالفصحى، لغة قريش، التي سادت قبيل الإسلام، ولم يكن مشبهاً لأي نثر أو شعر قبله، وإن لم يخرج عن الإطار العام للذوق العربي. استعمل طريقة جديدة في القصص، وجاء بالحجج التي لم يألفها العرب في خطاباتهم ولا في قصصهم. ولأول مرة يرى العرب نثراً يخضع الشكل لمتطلبات المضمون، والمعنى على غير ما ألفوا في بيانهم، يستعمل السجع بفن ساحر، كما يكسب الفكرة قدرة على التأثير بذاتها دون أن ترتكز على الأسلوب.
وظل القرآن الكريم مثلاً أعلى بإعجازه يتحدى كل محاولات التقليد فكان أثره «خارج نطاق القصيدة» في المجال الأدبي يدور حول ما أيقظ من أفكار، وما أشاع من صور، لاحول الأسلوب بالمعنى الدقيق. وكان للقرآن الكريم الفضل في تخلص الخطباء - فيما عدا علي بن أبي طالب والخوارج والأولين منهم من سجع الجاهلية، واتجاههم نحو الاهتمام بالموضوع والفكرة. كذلك أثر في اتجاهات الخطباء من الحكام والخلفاء واتجاهات الكتاب والوزراء، في سائلهم وتوقيعاتهم، حين نشأت الكتابة أيام سليمان بن عبد الملك وعمر بن عبد العزيز.
في العصر الإسلامي بدأ الشعر يصور التغير الاقتصادي والاجتماعي، الذي نشأ من انتشار الدعوة الأسلامية وتكوين الدولة الإسلامية، ففقد الهجاء مركزه الجاهلي، وإذا هو في صورة جديدة، هي المناقضة بين الشعراء أو طوائف منهم.
والحماسة تكتسي بالوان الاستشهاد الديني، وخاصة عند الخوارج. والغزل ينفرد بقصائد كاملة في بعض المدن الزاهرة في الحجاز، فيرق أسلوبه باللهجة الحجازية، وبسبب شيوع فن الغناء وتأليف الشعر الغزلي الذي يقصد التغني به. وغزل الحجاز نوعان: نوع قصصي واقعي مرح، يمثله عمر بن أبي ربيعة في مكة، وآخر عذري رمزي حزين محروم، عند الشعراء العذريين في المدينة، مثل جميل والأحوص والمجنون.
في هذه الفترة يظهر الشعر السياسي، ويتطور الرجز – من مجرد شعر حماسي لاستثارة المحاربين – إلى ميدان استعراض البراعة اللغوية عند «العجاج»، ويصبح الشعر – دون أن يفقد رونقه ولا فنيته – أكثر التصاقاً بحياة الجماعة، مؤدياً لوظيفته الاجتماعية. وهنا يتوافق الشكل مع المضمون، وتعود القصيدة العربية – بعد توقف قصير المدى في أثناء الفتوح- إلى قوتها، وقد تخلصت من كثير من جمود الموضوع في الجاهلية.
نمت القصيدة في العراق والجزيرة، وحمل لواء الشعر في هذه المنطقة جرير والفرزدق والأخطل وذو الرمة، وكان الأخطل أكثرهم تمثيلاً وتنفيذاً للشكل الجاهلي، في شعر الفخر ومدح الأمويين. وصور الفرزدق وجرير فجاجة الحياة البدوية واستعملا الشعر للوصول إلى الثراء، وطورا موضوع القصيدة، وأدخلا فيها تفصيلات من الخلافات السياسية والقبلية، وانتعشت النقائض على أيديهما، وأساسها المفاخرة والهجاء، وركزا مقدرتهما على إبراز معارفهما اللغوية، لإثارة إعجاب مدرسة النقادر اللغويين التي تكونت في هذه الفترة من جامعي اللغة والشعر القديم. وشعر ذو الرمة أمعن في استعراض اللغة، وأجمل في وصف الصحراء تلهب صوره الغزل أحياناً.
وبينما كان الشعر الجاهلي يمثل العاطفية والمحدودية، والمستوى الخلقي السامي، كان الشعر الأموي يمثل تضارب القوى، وتصارع المثل في الحياة الجديدة، وخلافات الأحزاب على الخلافة والحكم. وفيما عدا الغزل الذي ظل في مستواه المثالي، فإن الموضوعات الأخرى تنزل إلى مستوى الحياة اليومية. وبالرغم من التمثل بكثير من آيات القرآن، فإن الاتجاه الخلقي يضعف. وقد غص الشعر بما يعجب الجماهير المحتشدة لمشاهدة مباريات النقائض.
جمعت دواوين شعراء هذا العصر، إما في حياتهم أو مباشرة بعد مماتهم. وشعر هذا العصر أكثر الشعر العربي القديم صحة، من حيث النص أو نسبته إلى الشاعر. أما شعر العصر العباسي - الذي تبدأ خصائصه في الظهور منذ أواخر العصر الأموي (منتصف القرن 8) – فإنه يمتاز بأنه شعر حضري وبأنه قد ساهم فيه لأول مرة شعراء ليسوا عرباً خلصاء، وكان فحوله من الموالي. وقد أثرت هذه الظاهرة الأخيرة في النثر أكثر من الشعر. وظل الوزن والشكل دون تغيير. وحصر بحور الشعر الخليل بن أحمد (791)، فتجمدت منذ ذاك.
لكن اللغة رقت عن لغة البادية، مع احتفاظ تام بالمستوى الفصيح. ولما أوى الشعر إلى بلاط الخلفاء، الذين رعوا الشعر والشعراء، اتخذت القصيدة شكلاً رسمياً مسجلاً، وأصبح هذا الشكل وحده مجال تنافس الشعراء بسبب تمسك الخلفاء بثقافتهم العربية، وبسبب ميل فطري في العرب عامة إلى المحافظة على القديم، ولهذا أصبح مجال التجديد نسبياً. ولكن بالرغم من صرامة الشكل والموضوع، فقد حدث في المعالجة التفصيلية للموضوعات التقليدية، تغيرات تنوع المدح والهجاء، ولكن الغزل كان أطوع في التجديد، فلقد حمل آثار الحجاز في الرقة والغنائية إلى سوريا، حيث تطور على يد الخليفة الوليد بن يزيد (744)، وعندما اختلط بشعر الخمر ووصف مجالس الشراب جاء إلى العراق مع مطيع ابن اياس، ليجد مجالات للتطور في مجالس المجون في البصرة وبغداد، حتى في قصور الخلفاء، وذخر بالصور الجديدة، والروح الماجن الساخر، والحوادث الوقعية البعيدة عما ألف العرب.
باحتكاك الثقافة العربية في هذا العصر بتراث الفرس والآراميين الحضاري، نشأ جو فكري حديث أثر في الشعر والنثر، فصورا أفكاراً جريئة، وواقعاً طلقاً متحرراً وإن كان متحللاً خلقياً أحياناً. وظل الشعر الشيعي تقليدياً، وأخرج العراق بفضل ميله إلى الشعر الخلقي والتعليمي – بشر بن المعتم وأبا العتاهية - وجاء العباس بن الأحنف (807) بغزل الفروسية القصير، فجدد في الشكل والصورة كما أدخل أبان اللاحقي (815)م. نوعاً من الرجز، هو المزدوج بشعره التعليمي والقصصي.
شعر هذه الفترة غزير كثير مجدد في داخل الإطار التقليدي الثابت. وفي هذه الفترة دخلت الصنعة الشعر، فإن العقل الحضري لم يستطع أن يعوض الشعر عن بداوة العاطفة وصدقها وسموها، فبدأ الجهد يبذل في انتقاء التشبيهات وتوليدها، والتأنق في صور التعبير، فظهر المذهب البديعي حين فشا البديع في شعر الشعراء. وبدأ هذه الحركة بشار بن برد (744)، وهو أول شاعر فحل غير عربي خالص. وينسب إلى مسلم بن الوليد (من الجيل اللاحق لبشار) أنه أول من أفسد الشعر بالبديع. وإن امتدح بعض النقاد مذهبه والواقع أنه أكثر بشكل ملحوظ من استعمال المحسنات البديعية، حتى أصبحت أبرز سمات شعره. والعجيب أن معاصره أبا نواس (803) الذي كان أغزر شعراء العربية إنتاجاً وحيوية وتنوعاً في الموضوعات، لم يتجه إلى الإسراف في البديع مثله. وأحيا أبو نواس الطرديات وروج للخمريات، وتغزل في فحش في الغلمان والنساء. وأخذت الثقافة اللغوية التي ذاعت لدى شعراء هذا العصر تجني على الشعر والذوق، فهبط المستوى الفني وبعد عن الطبيعة والعاطفة وعمت الصنعة في البديع.
بالرغم من شيوع الكتابة نسبياً فإن شعر هؤلاء الشعراء أهمل، بسبب عدم حاجة اللغويين إليه في عملية جمع اللغة، واعتبارهم أنه غير موثوق بسلامة لغته لحداثته. وإلى توقيعات الوزراء أو الكتاب، ترجع بذور المقالات الأدبية. وأول من طوع أسلوب الخطابة القديم ليدل على حاجات العصر هو عبد الحميد الكاتب (750) ولم يكمل هذا التطويع إلا عن طريق الترجمة، وهذا ما يحدث في كل اللغات. وبفضل ابن المقفع (757) الذي ترجم عن الأدب البهلوي المزدهر في بلاط الساسانيين، وبفضل من جاؤوا بعده، ذلل النثر العربي. ولا يقلل التغيير الذي أصاب نثر ابن المقفع في التدوين شيئاً من هذه الحقيقة. وهذا الأدب المترجم كان تعليمياً وعظياً، يبين للطوائف الحاكمة المختلفة دورها في المجتمع وآداب مهنتها، في صورة حكم وأمثال وقصص قصار، وسمي هذا كله «أدباً» فنجد أدب الكتاب وأدب الملوك... إلخ، أما القصص الفني، فقد بدأ لدى جامعي الأخبار وسير الغزوات على نحو ما فعل ابن إسحاق في سيرة النبي. كذلك وصلت بعض قصص العشاق في شكل فني.
تأثر النثر الكلامي (الفلسفي) بما ترجم من منطق اليونان. وأثر في النثر نشاط اللغويين الذين دأبوا على جمع مادة اللغة الفصحى السليمة، بدافع ديني وقومي، ليحموها من تحريف الموالي ومن انحدارهم بها إلى مجرد أداة للتعبير عن شؤون الدولة في الإدارة والقضاء. وبذلك نشط جمع التراث، ليصبح أساساً لكل العلوم الإنسانية. وبدأ تأليف كتب ضبط اللغة وقواعدها، فألف الخليل «العين» (791) وألف سيبويه (796) «الكتاب»، كما ألف أبو عبيدة (825)، والأصمعي (831). وفي هذا العصر جمع التاريخ. وألف في الفقه الحنفي في العراق (أبو يوسف – 898) والمالكي في المدينة «موطأ» مالك بن أنس (795). ألف الشافعي بعدهما «الأم»، وهو أساس تشريع السنة. وفي فجر القرن 3 كان نثر الدراسات التاريخية والدينية ينافس النثر الفني لكتاب الدواوين. وجاء الجاحظ (769) أبو النثر الحديث برسائله ومؤلفاته العديدة في شتى أبواب المعرفة ليصل بهذه المعلومات، بنثره الممتاز وشخصيته القوية، إلى مستوى عامة المثقفين. ولم تحل مشكلة المواءمة بين نثر العلوم ونثر الكتاب إلا بعد الجاحظ. ونتج عن ذلك استقلال الشعر بالميدان الخيالي البحت، وبعده عن واقع الحياة، وفقد النثر شيئاً من روائه ورونقه وأخذ يعبر عن حياة المجتمع. وللجاحظ فضل اشاعة أثر الثقافة اليونانية التي احتضنها المأمون، وأنشأ لها «بيت الحكمة» لنقلها إلى العربية، وفي منتصف القرن 9 دخل الورق المصنوع في الشرق الأقصى إلى الدولة، فسهل الاتصال بين مراكز الثقافة فيها، من سمرقند، إلى القيروان، إلى الأندلس.
قاوم النثر القديم الشعوبية في الأدب، حتى جاء ابن قتيبة (889) فأوجد الحل في مزج الثقافة العربية بكل ما أثر عن ثقافة الفرس. وذاعت الرسائل والأعمال الأدبية التي تصور التقاء الثقافات الثلاث: العربية، الهيلينية، والفارسية، وظهرت الفلسفة العربية الجديدة، بفضل الترجمات التي قام بها ابن لوقا (835) وحنين بن إسحق (873) وابنه إسحق (910).
توالى عظماء الفلاسفة المسلمين: الكندي (850) والفارابي (950) وابن سينا (1037)، كما ظهر التأليف في الرياضة والفلك والطب، وإن يكن هذا النثر علمياً، فإنه بأفكاره وأساليبه أثر في تطور النثر الفني. وفي الجغرافيا، كان التأليف ألصق بالفن الأدبي، وظهرت كتب عن مغامرات البحار والعجائب، مقتبسة أو معربة. ووجدت «المكتبة الجغرافية» وأشهر من ألفوا كتبها: الخوارزمي (844) وابن خرداذبة (844). ولمقاومة أثر الفلسفة اليونانية عند المعتزلة، نشط التأليف الفقهي، وخرجت كتب الحديث: البخاري، ومسلم والترمذي، وابن داود، ومحمد بن ماجه والنسائي، ثم «مسند» ابن حنبل.
نشط الشيعة، كرد فعل لهذه الحركة. وجمع فقهاء الإسماعيلية والأمامية طائفة من «الحديث». ويرى أثر الثقافة اليونانية والفلسفة في الفكر الديني الإسلامي وخاصة أثر الأفلاطونية الحديثة في «رسائل إخوان الصفا». كذلك ألفت كتب في المقارنة بين الأديان. وألف ابن حزم (1064) كتابه «الفصل» ليؤرخ الدين لدى عامة الشعوب. ولم يتأثر الدين الإسلامي عند عامة الشعب إلا بحركة التصوف التي قامت على فكرة الزهد العربية، مع بعض بقايا تعاليم وحركات دينية قديمة في منطقة سوريا.
ظهرت رسائل علمية في التصوف خالصة للحلاج، ولذي النون، وللنفاري. وظهر الشعر الصوفي الممتاز الذي ظل منتعشاً لعدة قرون. وبانتشار التأليف العلمي تطور النثر، واستطاع أن يدل على معان دقيقة فلسفية. ولكن ذلك لم يؤثر في عامة المثقفين. وظل الأثر الهليني في العلوم والفلسفة بعيداً عن متناول أكثر الكتاب، ومن القلة التي تأثرت بهذا النثر الجديد، وبالأفكار الفلسفية، فيما ألفت من أدب: السرخسي (889) والتوحيدي (1023)، وابن مسكوية (1030). ولكن التيار العام. بعد ابن قتيبة في التأليف الأدبي، ينحو نحو جمع المجموعات المختلفة المتعددة الموضوعات. ويمثل هذا التيار: ابن المعتز (908)، وابن أبي الدنيا (894)، وابن عبد ربه (940)، والصولي (946)، وأهمهم أبو الفرج الأصفهاني (967) صاحب الأغاني، وكذلك مجموعات التنوخي (994)، والثعالبي (1038).
حددت هذه المجاميع ميدان الفكر لدى الأدباء منذ ذاعت بينهم، وقصرته على موضوعات أدبية بحتة. وكانت كتب «المجالس» و«الأمالي» تمثل أسلوباً فنياً أرقى من هذه المجاميع، وأن تكن قد جنحت إلى التعليم. من أشهر كتاب الأمالي: «المبرد»، و«ثعلب» و«ابن دريد» و«القالي». وكان من الطبيعي بعد ذيوع هذه الكمية، من الأدب وعلم اللغة، أن تنشأ البلاغة وقد كانت في أول أمرها أحكاماً خاصة تلقائية على بيت أو شاعر في قصيدة. ولكن الجاحظ وابن المعتز حاولا تنظيم الفكر النقدي بمعالجة موضوع كامل، فعالج الجاحظ الخطابة، وعالج ابن المعتز البديع، حيث رتب أنواع البديع والمحسنات اللفظية لأول مرة. وأدخل قدامة بن جعفر (922) دراسة النعوت والعيوب في الشعر عامة.
جاء أبو هلال العسكري (1005) وأدخل دراسة الشعر والنثر من حيث البناء والأسلوب، بلاغة وبديعاً، في كتابه «الصناعتين»، وسادت عنده وعند من قبله فكرة طغيان اللفظ على المعنى، حتى جاء عبد القاهر الجرجاني (1087) فعدل الميزان، وجعل للمعنى مقاماً لايقل عن اللفظ، في كتابيه «الإعجاز» و«المعاني» حيث يبرز نظريته في تعليل الإعجاز بأنه في النظم، أي في علاقات الكلمات في الحملة. ونتيجة لاستمرار سيطرة الصياغة واللفظ، أخذ الأدباء في ممارسة أنواع من التأليف يمارسون فيها السجع بصنعة دقيقة، في «الفصول والرسائل». يعد ابن المعتز أول من روج لهذا النوع من التأليف الأدبي الذي طغى حتى القرن 10، وقلدهم الكتاب، فنشأت صناعة الإنشاء التي صبغت توقيعات الدواوين منذ ذلك الحين، كما في رسائل ابن العميد، والصاحب بن عباد (995).
تأثر أيضاً مؤلفو المجموعات الشعرية والأخبار بهذا الأسلوب المسجوع المتصنع، مثلما نرى في «يتيمة الدهر» للثعالبي، و«زهر الآداب» للحصري (1061) وظل هذا الأسلوب مطمح الأدباء، حتى أن أبا لعلاء المعري عالجه ومارسه، رغم اتساع أفقه ووفرة مقدرته على التعبير. وأدى هذا إلى جمود تفاقم أمره في النثر العربي، وأبعد بين الواقع وكتاب هذا النثر المسجوع المتصنع. وقد استعمل هذا الأسلوب بديع الزمان. وهو يبحث عن صور جديدة للتأليف الأدبي فأنشأ مأساة الأديب المشرد الذكي، في تصادمه مع واقع الحياة الظالم الغبي، في شخصية «عيسى بن هشام» في مقاماته. ومنذ تطوير بديع الزمان للمجالس والأمالي إلى مقامة قصصية، أخذ هذا اللون يقلد: قلده ابن شهيد في الأندلس، في «التوابع والزوابع»، حيث تقوم المجالس على مساجلة بينه وبين شياطين الشعراء القدامى. بعد ثماني سنوات ألف أبو العلاء المعري رسالة «الغفران» حيث يساجل الشعراء أنفسهم في الجنة. بجرأة قوية وفكر منطلق. ولكن هذا الأدب الجي لم يلق من الرواج ما لاقت رسالة ابن زيدون في هجاء منافسه ابن عبدون، أو كتاب «كمال البلاغة» لأمير طبرستان، قابوس بن وشمكير.
حتى مقامات البديع، لم تذع إلا بعد أن أحيا الحريري (1122) فن المقامة، بما ألف هو أيضاً من مقامات تجلى فيها ذكاؤه، وعلمه باللغة الذي فاق علم كتاب الرسائل وقد ساعدته ملكة شعرية على إتقان السجع. وتعد مقامات الحريري، وبديع الزمان، صورة صادقة للمجتمع الإسلامي وعصرهما، قلما نراها بهذه القوة. وانتشر التأليف التاريخي في هذا العصر، وانفصل عن الأدب وإن تأثر بنفس التيارات.
جمع الطبري (923) كل مصادر التاريخ الإسلامي قبله في «سير الملوك»، وكان قد ألفه ملحقاً للتفسير الذي قام به للقرآن. وكذلك استنفد البلاذري (892) المصادر الأولى: (كتب: الأزرقي، والفقيهي، والزبيري، وابن سعد كاتب الواقدي) في كتابه «أنساب الأشراف». وبدأت صور أخرى من التاريخ تظهر نتيجة لانفصاله عن الأدب، كتاريخ المدن «بغداد» لطيفور (893). ولأن المؤرخيين عالجوا موضوعات هامة، كتاريخ العالم، ووصف الرحلات (المسعودي 956) والحياة المعاصرة، وأخبار الحكام، وتراجم أرباب المهن، وأصحاب الوظائف، فقد أصبح التاريخ جزءاً لا يتجزأ من ثقافة الأديب، يؤثر فيه ويتأثر به. واتجه التاريخ اتجاهين: اتجاهاً علمياً دقيقاً، عند المصبحي، والقرطبي، والبيروني، والخطيب البغدادي، واتجاهاً أدبياً يبلغ ذروته عند دعاة المذاهب الإسلامية، وخاصة الشيعة، عندما يجمعون أخباراً وأقولاً للدعاية للمذهب. ويمثل هذا الاتجاه نهج البلاغة الذي يجمع إلى خطب علي بن أبي طالب البليغة أخباراً وتاريخاً هاماً، يبرر موقف الشيعة، واستكتب بعض ملوك الفرس البويهيين والغزنويين أمثال الصابي، والعنبي، ليكتبوا تاريخ أسرهم.
امتاز هذا التأليف بأسلوب مسجوع منمق، مناسب للملوك الذين طلبوا هذا التأليف. ولما عجز الشعراء عن متابعة العلوم الإنسانية والثقافة الفكرية في زمانهم، ضاق أفقهم وعاشوا في محيطهم الضيق. وازداد الأمر سوءاً، حين أصبح مجالهم الأكبر، ووظيفتهم الرئيسية، أن يمجدوا الحكام الذين رعوا الفنون. ومن هنا ضغط سلطان الشكل والتقليد القديم. ومنذ القرن 9 والشعراء يحاولون الفكاك من أسر هذه الكلاسيكية الطاغية. أول هؤلاء كان أبو تمام (846)، الذي حاول التوفيق بين غنائية الشعر الجاهلي، وبديع العصر العباسي، وحمل الشعر طاقات فكرية وصوراً عقلية جديدة، وإن كان معاصره البحتري (897) (الذي تتلمذ عليه ثم قورن به في دراسات عدة) قد ظل محافظاً على التقليد القديم. بشعر أرق وأكثر رواء. وفي العراق حاول ابن الرومي (896) أن يوجد للقصيدة وحدة عن طريق التحليل للصورة وللعاطفة، وأن يجدد في الأسلوب متأثراً بثقافة يونانية، ولكن شعره وإن أعجب الناس لم يقلد، ولم يمتد تياره المتشائم لمن جاء بعده. ويعد ابن المعتز (908) أكثر من أحيا القديم في محاولته التجديد. وأرجوزته (450 بيتاً) في وصف خلافة ابن عمه المعتضد تشهد بذلك حيث نجد مواقف مثل مواقف الرسائل تنظم بالشعر السهل الجميل.
منذ القرن 10، دخل البديع عنصراً أساسياً في الخيال الشعري، وكان لابد من شاعر فحل يمزج بين خصائص المدرسة السورية وخصائص المدرسة العراقية، في الشعر، فلم يقم بهذا إلا المتنبي (965) الذي ولد بالكوفة، وكان معجباً بشعر ابن الرومي وابن المعتز، ولكنه تعلم الشعر في سوريا، وعاش في بلاط سيف الدولة الجزء الأهم والأكبر من حياته الشعرية، وقد نافسه أبو فراس (968) في حلب بشعره الغزلي الرقيق كما نافسه ابن هانئ (973) في الأندلس بمدائحه الفاطمية. وقد سار أكثر الشعراء من بعده في نفس التيار، من حيث موضوعات القصيدة وفنيتها، وشهر في هذا القرن: الشريف الرضي (1015)، ومهيار الديلمي في العراق، ولكن أوسعهم شهرة وأميزهم شعراً كان أبا العلاء المعري (1057) في سوريا، الذي بدأ متأثراً بالمتنبي في «سقط الزند»، ثم انطلقت ملكته، فخرج عن الشكل المألوف في القصيدة إلى مقطوعات اللزوميات التي نالت شهرة عظيمة، لما حوته من أفكار سامية، فسيحة الأفق، حرة الانطلاق، ويعد أبو العلاء بشعره ونثره وأسلوب حياته، من أكبر شعراء العربية، إن لم يكن أكبرهم وفي الأندلس كان فحول الشعراء يقلدون شعراء المشرق: فقلد ابن هانيء أبا تمام وقلد ابن زيدون، البحتري، وابن دراج، المتنبي. في هذه الفترة أيضاً شهر ابن حمديس (1132) في صقلية والمعتمد الأمير العبادي (1092) في الأندلس. وأخذ الشعر الشعبي في الأندلس ينتعش في فن الموشحات والزجل. ومنذ القرن 12 إلى أول العصر الحديث نجد تيارين يتحكمان
في الإنتاج الأدبي: هما التيار المدرسي، والتيار الصوفي، وكلاهما كان نتيجة حركات السلاجقة في إنعاش مذهب السنية وإحيائه، وبإنشاء المدارس التي أدخل فكرتها نظام الملك (1092) في المدرسة النظامية، طرأ تغيير واضح في التاليف الأدبي، الذي استوحى متطلبات الدراسة المنظمة، وأخذ يوفي أغراضها في تخريج العلماء والموظفين للدولة، فطغت الكتب المدرسية، والموسوعات والمجموعات على التأليف المبتكر والخلق الأدبي. من مؤلفي هذا الطراز: التبريزي (1109) تلميذ أبي العلاء والجواليقي (1145)، والجويني (1085)، والغزالي (1111) في أول أمره، حيث ألف في الدفاع عن الإسلام ضد الإلحاد الهليني، وفشت كتب العقائد، فألف فيها النسفي والسنوسي والإيجي.
كما كثرت مجموعات الفتاوى والشروح والحواشي للتعليم، ومن الذين شذوا على هذا الاتجاه: ابن تيمية (1328) وتلميذه ابن قيم الجوزية (1350) اللذان هاجما جمود المدارس الدينية وطريقة الصوفية، ولكن أثرهما لا يظهر إلا بعد قرون عندما أحيا تعاليمهما محمد بن عبد الوهاب (1791) بتأسيس المذهب الوهابي في الجزيرة العربية. وإلى هذا الاتجاه أيضاً ترجع مدرسة محمود الجوانبوري (1652) التي أثرت في أجيال كثيرة في الهند، وفي دعوة ولي الله الدهلوي (1762). وألف السبكي (1370) في الشريعة، وابن نجيم المصري (1563) في الفقه الحنفي، وأبو حيان الأندلسي وتلميذه ابن هشام المصري (1360) في اللغة وامتد الأثر المدرسي إلى سائر فروع التأليف الأدبي، حتى الشعر، وأصبح تجميد الشكل، والجولان في إطار القديم، الهدف الأول للكتاب والشعراء، حتى صار من الصعب التفرقة بين شاعر وشاعر، لتشابه الموضوعات وتقارب طرق المعالجة، وشيوع أساليب التعبير الكلاسيكية.
مما ساعد على تقليل فرص الابتكار أن بعض البلاد التي دخلت في الإسلام، وكتب مؤلفوها بالعربية زماناً أخذت تحيي لغتها الأصلية، بعد أن امتصت من الألفاظ العربية ما شاءت فظهر جيل جديد من مسلمي الفرس يؤلف بالفارسية الحديثة، بعد أن كان آباؤه يؤلفون بالعربية، ويساهمون في إنعاش جو الخلق والابتكار. لكن بفضل أثر الاتجاه الصوفي، وازدياد الحركة الهلينية في النقل والترجمة ووفرة المؤلفات التاريخية، استطاعت بعض العقول أن تحلق فوق الواقع المدرسي الجامد، وتؤلف جديداً مبتكراً. ومن هؤلاء مؤلفو المذكرات والسير الذاتية، مثل أسامة بن منقذ (1188) وعمارة اليمني (1175)، وابن خلدون فيما ألف عن سيرته الذاتية (1406). كذلك مذكرات الرحلات (ورحلة الحج خاصة) التي تصف البلاد والناس وعاداتهم، نجد منها القيم عند أمثال أبي حامد الغرناطي (1170) وابن جبير (1217) وابن بطوطة (1377) من المغرب وعلي بن أبي بكر (1114) من المشرق. وإن تكن السيرة الذاتية عند كثيرين خضعت للتأثير المدرسي، فاقتصرت على ذكر الشيوخ والمؤلفات فإننا في بعضها نجد تقريرات هامة، مثل تقريرات بعض الذين كانوا يوفدون في مهمات. ومن أطراف هذا النوع مذكرات إلياس بن يوحنا (1683) عن رحلته إلى أمريكا. وفي زمان الحروب الصليبية كثر التأليف حول الحروب وآلاتها. والجياد خاصة، والجهاد بوجه عام. وكثر السجع والنثر الموزون في التأليف الأدبي، وعم شكل «الفصول» مثل «أطواق الذهب» للزمخشري (1143).
كان للقاضي الفاضل (1199) وزير صلاح الدين أثر كبير في إغناء لغة الدواوين وتطويرها، واستعمل السجع في كتابة التاريخ مثلما نجد عند الأصفهاني (1201) في تاريخه للسلاجقة ولصلاح الدين. وألفت الكتب البلاغية المدرسية التي جمدت البلاغة مثل كتاب «المفتاح» للسكاكي (1229)، الذي تعرض لكل موضوعات الأدب العربي وقننها في اختصار وأصبح السجع وسيلة كل تأليف أدبي أو ديمي. استمر أثر الهيلينية في العلوم، وانتعش التأليف الجديد في الطب حتى زمان الأنطاكي الذي كانت له «مختارات أدبية» أيضاً. وساهم الرازي (1209) والطوسي (1273)، وابن باجة الأندلسي (1138) وابن طفيل، وابن رشد (1198)، في نهضة علمية رياضية وفلسفية ضخمة.
وقد أنعش التصوف في الأندلس ابن العربي في هذه الفترة. ووصلت العلوم الجغرافية إلى ذروة مجدها دقة (الخرائط) وشمولاً. ويمثل هذا الطور في التأليف الجغرافي: الإدريسي، ثم جاء القزويني، والدمشقي، وابن الوردي، ليطوروا الجغرافيا إلى وصف طبيعة الأرض والبلاد (كوزمو جغرافيا). وانتشرت في هذا العصر الموسوعات: بدأت بكتب مفهرسة للأنساب، ككتاب السمعاني (1156) ثم جاء ياقوت بكتاب «البلدان» ثم جاءت تراجم الرجال: «وفيات الأعيان» لابن خلكان (1282)، و«الوافي بالوفيات» للصفدي (1363)، ومنها ما يختص بطائفة من الناس، كتراجم العلماء للبيهقي (1170)، والقفطي (1248)، أو الأطباء لابن أبي أصيبعة (1270) أو اللغويين للسيوطي (1505) أو الأدباء لياقوت الحموي، أو الفقهاء للسبكي، الصحابة لابن الأثير الجزري (1234)، والعسقلاني (1448) أو علماء الحديث لشمس الدين الذهبي (1348). ثم تراجم لسكان مدينة أو أعلامها، مثل: أعلام دمشق لابن عساكر (1176) وحلب لابن العديم (1262) ومصر للمقريزي (1442)، والأندلس لابن بشكوال (1183)، وغرناطة لابن الخطيب. كذلك ألفت كتب عن الأعلام، مرتبة حسب القرون، وأول من فعل ذلك العسقلاني، وموسوعات الأعلام تصل عند حاجي خليفة (1658) في «كشف الظنون»، إلى درجة كبيرة من الشمول. كذلك كثرت في هذا العصر موسوعات العلوم المتقاربة، مثل كتاب النويري «نهاية الأرب في علوم الأدب»، وكتاب القلقشندي «صبح الأعشى في صناعة الإنشا».
كثيراً ما كانت تختص الموسوعة بموضوع مثل الطب، أو وصف مصر، أو الفقه أو الحديث. وقد ألف في كل منها على حدة: عبد اللطيف البغدادي (1231). واستعرض السيوطي (1505) في عصر المماليك في مصر، المعارف كلها في زمانه، فيما يقرب من 400 رسالة، كل منها في موضوع. ونشط في هذا العصر أيضاً التأليف التاريخي، فبرز من المؤرخين: ابن الجوزي (1200)، وابن الأثير (1234) في كتابه الأشهر «الكامل» ثم النويري وأبو الفدا، والذهبي، وابن كثير، وابن خلدون والعيني وكلهم من أعلام القرون 13 و14و 15، ثم ظهر التأليف التاريخي الخاص بمنطقة مثل مصر، عند المقريزي، وابن حجر وتغري بردى، وابن إياس. وأرخ رشيد الدين للمغول، وابن خلدون للبربر، والمقري لمسلمي الأندلس في «نفخ الطيب». هذا الاهتمام الشديد بالتاريخ كان لابد أن ينتج نظرية في التأليف التاريخي، تبدأ عند السخاوي (1497) وتصل إلى نظرية علمية قوية عند ابن خلدون في مقدمته. وقد ترك المؤرخون بعد عماد الدين الأصفهاني الأسلوب المسجوع في الكتابة، وأن ظل بعضهم – مثل ابن حبيب الدمشقي (1377) في تاريخه للماليك، وابن عربشاه (1450) في تاريخه لتيمور- على سنة السجع. ولقد عانى شعر هذه الفترة من ضغط الاتجاه التعليمي والتقنيني، فلم ييرز من الشعراء إلا صفي الدين الحلي (1349) في العراق. وابن حجة الحموي (1434) في سوريا، والبهاء زهير (1258) في مصر. وظهرت قصيدة «نهج البردة» للبوصيري (1296) في هذه الفترة، فأصبحت من خوالد الأدب.
ظهر الموال والدوبيت. وجود في الموشح: الططلي (1129) وابن بقي (1146). وفي الأندلس وصل الموشح إلى ذروته، بعد أن نشأ شعبياً ثم احتضنه البلاط فصقل وارتفع مستواه الفني. وقد نقله إلى المشرق ابن سناء الملك (1211)، ولكنه في المشرق فقد كثيراً من حيويته وتلقائيته ورونقه: ولم يبق من الزجل إلا قليل ويمثله أكثر من يمثله: ابن قزمان (1160) في الأندلس، والشربيني (1687) في «هز القحوف» في مصر. وهناك «الشعر الملحون» الذي فشا في المغرب واليمن. وفي هذا العصر حاول ابن دانيال (1310) أن يوجد المسرح ب«خيال الظل» الذي روج له، فلم يفلح. ووصل أدب السيرة الشعبية إلى ذروته، فمجدت حروب بني هلال في البلاد العربية وفي أفريقيا، وحروب بني كلاب ضد الروم، كما مجد أبطال شعبيون، مثل: عنترة والبطال، والظاهر بيبرس، وسيف بن ذي يزن، وذات الهمة.
في القرن 15 وصلت ألف ليلة وليلة (على الأرجح) إلى شكلها الأخير، بعد أن ظلت قروناً طويلة يضاف إلى مجموعة قصصها أجزاء من شتى المصادر. وأما أثر التصوف، فإن يكن بدأ قليلاً، فلقد قوي مع الزمن، وبدأ يثمر، منذ وفق الغزالي في كتابه «إحياء علوم الدين» إلى التوفيق بين مذهب التصوف ومذهب السنة. وساهم في هذا المضمار أيضاً عبد القادر الجيلاني (1166)، وأصبحت «الخانقاه» الصوفية تجاور المدرسة السنية في البلاد الإسلامية. وقد رعاها الحكام وانفقوا عليها. وأرسى شهاب الدين السهروردي (1191) في الصوفية قواعد مذهب «الإشراق» الصوفي، على أساس فهم شرقي للأفلاطونية الحديثة. وفي «عوارف المعارف» قنن عمر السهروردي (1234) «للإشراق» أيضاً، وإن يكن المذهب أثر في الشرق الأقصى أكثر من تأثيره في البلاد العربية. في الصوفية، أسس محي الدين ابن عربي (1240)، الذي ولد في الأندلس ومات في دمشق، مذهب وحدة الوجود على أساس من التصوف الأندلسي والأفلاطونية الحديثة. وبينما نجد النثر الصوفي لا يصل إلى درجة كبيرة من الجودة، وقد اختص بالمدح وذكر مناقب الأئمة والشهداء، نجد الشعر- وإن يكن لم يصل إلى آفاق الشعر الفارسي الصوفي- يصل إلى مستوى فني عال، فيصف النشوة الدينية في أشعار رمزية، اتخذت الغزل ووصف الخمر التقليدين سبيلاً إلى التعبير.
أهم شاعر في هذا النوع هو عمر بن الفارض (1235) المصري، الذي يفرض شاعريته وعبقريته على هذا العنصر كله. وشعر ابن عربي أكثر كمية. ولكنه أقل شاعرية من ابن الفارض. وقد استعمل ابن عربي شكل مدائح العباسيين وموشحات الأندلسيين، ليؤدي أغراضه في التعبير عن التجلي الصوفي والنشوة الدينية. من تلاميذه: التلمساني (1291) وابنه شمس الدين المعروف باسم «الشاب الظريف» (1289). وفي عصر خمود الأدب، بعد الفتح العثماني وسلطانه القوي على مصر وسوريا، ظل التأليف الصوفي النور الوحيد في هذا الظلام، وبخاصة منذ القرن 16. يمثل هذه الفترة: الشعراني (1565)، ولكن عبد الغني النابلسي (1731) يعد أبرز شخصية فيها. فإلى جانب رسائله في الصوفية والفقه، نجد له شعراً، ونجد عنده فناً جديداً هو وصف رحلات صوفية بالنثر المقطع المقفى.
وقد تأثر به أكثر كتاب القرن 18 في مصر وسوريا، بل وصل أثره إلى المغرب أيضاً. وظل الإشراق الصوفي مؤثراً في الشرق الأقصى بفضل صدر الدين الشيرازي (1640)، وفيض الكاشي (1676) الذين أثرا في نشأة مدرسة الإصلاح الشيعي في الهند، التي أسسها الشيخ أحمد الإحسائي (1827). وفي آخر هذه الفترة، بدأت علائم العودة إلى المدرسة السنية في التصوف وذلك فيما ألف الزبيري (1791)، وقد ولد في الهند وعاش في مصر، كما تظهر عند الشاذلية في المغرب.

## المعلقات
ويقال أن هذه القصائد كانت تكتب بماء الذهب وتعلق على أستار الكعبة قبل مجيء الإسلام، وهو أمر نشُكُّ فيه لأسباب أهمها أنا لا نعلم شيئا كُتِب بماء الذهب في ذلك العصر وأن الخط كان ضعيفا فكانت القصائد تُحفظ شفاها وكان لكل شاعر كبير راويةٌ مختصٌّ برواية شعره، والأهم من كل ذلك أن قضية تعليقها على الكعبة لم يذكره مؤرخ قديم على الإطلاق والغالب أن النحاس هو أول من ذذهب وهمه إلى ذلك، إذ الصواب أن اسم المعلقات إنما جاء من العَلْق وهو الشيء النفيس أو من التعلق لعلوقها في أذهان الناس وكثرة روايتهم لها وتعلقهم بها. وتعد هذه القصائد أروع وأنفس ما قيل في الشعر العربي القديم لذلك اهتم الناس بها ودونوها وكتبوا شروحا لها، وهي عادة ما تبدأ بذكر الأطلال وتذكر ديار محبوبة الشاعر كما في معلقة عنترة بن شداد وسميت بالمعلقات لأنها أسرع حفظا وعلوقا في أذهان الناس وعدد المعلقات على أكثر القول سبع معلقات ويقال أن عددها عشر معلقات ومن شعراء المعلقات امرؤ القيس.

## النقد
لقد ظهر النقد بعد الأدب، فالأدب مادة النقد، ولكن ما هي أهميته؟
ربما هذا هو السؤال الذي طرحه أحدهم حين ذاق درعا من مشاكسة النقاد وردهم للنصوص التي اعتقدها جيدة«قال قائل لـخلف الأحمر: إذا سمعت أنا بالشعر واستحسنته فما أبالي ما قلت فيه أنت وأصحابك، فقال له إذا أخذت أنت درهما واستحسنته فقال لك الصراف أنه ردي؛ هل ينفعك استحسانك له؟»

### النقدفياللغة
1- تمييز الدراهم وغيرها. 2- نقدها ينقدها نقدا وانتقادا، وتنقدها ونقده إياهانقدا: أعطاه إياها فانتقدها أي: قبضها. ونقدت له الدراهم أي أعطيته إياها، أي قبصها.
3- ناقدت فلانا إذا ناقشته في الأمر. 4- نقد الشيء ينقده نقدا: إذا نقره بإصبعه.
5- نقد شيئا من الطعام أي يأكل منه شيئا يسيرا. 6- نقد الرجل الشيء /نظره. ونقد إليه اختلس النظر نحوه.
7- نقدته الحية: لذغته. 8- الطائر ينقد الفخ: أي ينقر.
9- نقد فلان فلانا: اغتابه وأعابه أي ذكر عيوب الشخص ولا يقتصر على الشخص فقط بل على الشئ كذلك
المراجع:
- طبقات الشعراء ← ابن سلام الجمحي
- القاموس المحيط ← الفيروزأبادي

### النقد في الاصطلاح
ونخص به نقد الأدب، وهو: البحث عن أسباب الاستحسان والاستهجان، واستخلاص عناصر الجمال، وتبيين سمات القبح بتجرد من الهوى ونفي التعصب، وبتقرب أكثر إلى الموضوعية، بغرض تقويم العمل الأدبي وتقييمه.
فلم يكن النقد الأدبي مكتوباً كما هو الحال اليوم، وإنما كان شفهياً، وأبرز مثال على ذلك هو سوق عكاظ، حيث كان الشاعر يلقي ما لديه من جديد الشعر على أسماع الناس فينقدونه، وفي ذلك شكل من أشكال النقد الأدبي.

### موضوعية النقد وذاتيته
بما أن الذات الإنسانية تجنح إلى تقويم وتقييم الأشياء فإن النقد أول ما بدأ كان يعتمد على الذوق ولذى كان بسيطا سادجا انطباعيا، لكن الأذواق تختلف وما يجده هذا جيدا قد لا يجده الآخر كذالك، ولهذا وجب استعمال مناهج علمية توحد عملية الدراسة النقدية لتكون موضوعية وأن كان الوصول إلى الموضوعية الكاملة أمرا مستحيلا إلا أن الطريقة النقدية لابد من أن تشارك العلم نظريا -ولو نسبيا- مادامت ترتكز إليه.

### النقد فيالجاهلية
كان يعقد للنقد الأدبي في الجاهلية أماكن معينة مثل مجلس التحكيم في سوق عكاظ الذي كان شعراء العربية يعرضون فيه قصائدهم على بعض شيوخ الشعر ممن اكتسب شُهرة في الشعر وذاع صيته بين الناس. ومن الأمثلة التي وصلت إلينا والتي تبين أسلوب ونهج النقد الأدبي للقصيدة قصة تاريخية حدثت بين حسان بن ثابت والخنساء حين حضرا مجلس النابغة الذبياني فأنشد حسان بين يدي النابغة قوله في ميمية له
فقال له النابغة : والله إنك لشاعر لكن :
1. لو أنك قلت جفان بدل جفنات لكان أبلغ حيث أن جفان جمع كثرة وجفنات جمع قلة
2. لو قلت يبرقن بالدجى لكان أحسن من يلمعن بالضحى لأن الضيوف يكثرن بالليل
3. لو قلت يجرين بدلا من يقطرن لدلت على غزارة الدم
4. حبذا لو فخرت بمن ولدت وليس بمن ولدك.

فقال حسّان والله إني لأشعر منك ومنها يعني الخنساء، فقال النابغة يابن أخي إنك لا تُحسِنُ أن تقولَ مثل قولي:
وإنك كالليل الذي هو مُدركي | وإن خِلتُ أنَّ المُنتأى عنكَ واسِعُ
وهذا تصوير لسبل النقد في الجاهلية.

### صور من النقد الجاهلي
1- حكومة أم جندب 2-المسيب بن علس وقصة استنوق الجمل
3-الاقواء في شعر النابغة 4-من حكومات النابغة في سوق عكاظ
و خلاصة النقد في العصر الجاهلي أنه كان نقد بسيط كان نقد ابيات معينة وليست القصيدة باكملها ويكون في الأولية نقد الشاعر لنفسة وتضل قصيدتة معه حولا يعيد قراءتها وترتيبها.
كما أنه نقد لا يستند إلى معايير فنية بل يستند للعرف أحيانا وللذوق الخاص أحياناوللغريزة أحيانا.

## أوائل الشعراء وأبرزهم
اختلف مؤرخو الشعر في معرفة أوائل الشعراء فقيل إن الزير سالم سُمي مهلهلاً لأنه أول من هلهل القصائد. وقد بالغ بعض علماء المئة الثانية فظنوا أن الشعر قديم جدا فنسبوا إلى عاد شعرا بل نسبوا إلى آدم عليه السلام بيت شعر حين قتل هابيل قابيلَ:
: تغيَّرَت البلادُ ومن عليها | فوجهُ الأرضِ مُغْبرٌّ قبيحُ
وهذا ما أنكره ابن سلام الجُمحي أشدّ الإنكار. ونجدنا نوافق الجاحظ في مذهبه أن الشعر الجاهلي قد ظهر قبل الإسلام بمئة وخمسين سنة. ومن أفضل مصادرنا عن الشعر الجاهلي:
سيرة ابن هشام التي هي تهذيب لسيرة ابن إسحاق مع زيادات وتعليقات أضافها عليها ابن هشام ت 213هـ، وكُتب المختارات كالحماسة لأبي تمام الطائي 231هـ، وكالأصمعيات لعبد الملك بن قريب الأصمعي ت 216هـ، وكالمفضليات للمفضل الضبي ت 168هـ، وهو كتاب أكبر من كتاب الأصمعيات بكثير ومختارات أخرى.
ثم نجد شعراء المعلقات قد ظهروا قبيل الإسلام بقليل وبعضهم ربما أدركه شيخًا كبيرًا كزهير بن أبي سُلمى الذي أسلم ابنه كعب عام الفتح، وبعضهم أسلم فعُد من المخضرمين (بفتح الراء وكسرها كما تقول المعاجم) كلبيد بن ربيعة العامري الذي عُمِّر طويلاً، وشعراء المعلقات هم امرؤ القيس ابن حُجر الكندي ويُلقب بالملك الضِّلّيل وأول من لقبه بذلك لبيد بن ربيعة حين سئل عن أشعر الناس فقال: الملك الضّليل يعني امرء القيس، قيل ثم من؟ فقال: الغلامُ القتيل: يعني طرفة، قيل ثم من ؟ فقال: الشيخُ أبو عثيل، يعني نفسه. والشاعر الثاني وطرفة بن العبد ثم عنترة بن شداد العبسي، ثم عمرو بن كلثوم التغلبي، ثم زهير بن أبي سلمى المزني ثم الحارث بن حلزة اليشكري وآخرهم موتا لبيد بن ربيعة العامري، وأضافوا إليهم الأعشى والنابغة الذبياني وعبيد بن الأبرص.
وقد ضمت موسوعة أبو ظبي للشعر العربي ثلاثة ملايين بيت شعر من الشعر الجاهلي (شعر ما قبل الإسلام) والشعر الإسلامي (النبوي والراشدي) والأموي، ثم الشعر العباسي الذي هو أكثر فترات الشعر العربي ازدهارا وأغزره إنتاجا لطول فترة حكم العباسيين ولإضافة الشعر الأندلسي إليه لأنه وإن اختلف عنه مكانا فقد واكبه زماناً تقريبا، ومن أشهر شعراء العصر العباسي أبو تمام الطائي ت 231هـ، وأبو الطيب المتنبي ت 354هـ، وأبو العلاء المعري ت 449هـ، والدراسات عنهم مستمرة في كل الجامعات المهتمة بدراسة الأدب العربي في الشرق والغرب، ومن آخر ما صدر أطروحة الدكتور الراحل محمد ولد الشيخ عن الشعر العباسي التي طُبِعتْ في كتاب، وأطروحة الدكتور عبد الرحمن بلّو عن لزوميات المعري: (أبيستيمولوجيا المعقول واللامعقول في اللزوميات) وقد وصفها الدكتور جميل نصيف جاسم التكريتي بأنها أحسن أطروحة دكتوراة كُتبت في الموضوع.

## العصر الحديث
يؤرخ عادة للعصر الحديث بحدثين تاريخيين مهمين مرا على العرب أحدهما داخلي هو قيام الحركة الإصلاحية في شبه الجزيرة العربية في القرن الثامن عشر. توفي محمد بن عبد الوهاب عام 1792م، وبحدث آخر حصل على إثره لا بسببه وهو حملة نابوليون بونابرت على مصر سنة 1797م. فهذان الحدثان يؤرخ بهما لقيام العصر الحديث، (ينظر مقدمة تراث الإسلام تحرير المستشرق: جوزيف شاخت، عالم المعرفة: الكويت).
ومن أكبر المجددين ورائد (مدرسة الإحياء) في الشعر العربي في نهاية القرن التاسع عشر هو الراحل محمود سامي البارودي باشا 1902م، وقد تأثر به شعراء مدرسة الإحياء وأشهرهم في مصر أحمد شوقي وحافظ إبراهيم توفيا 1932م، وفي العراق معروف الرصافي وقد عاصرهم شعراء كثيرون من مثل إسماعيل صبري وأحمد محرم وجميل صدقي الزهاوي ووحيد خيون.
وجاء بعدهم شعراء تأثروا بما ترجم من الآداب الأوربية فقامت مدرسة أبولو في مصر. وكانت تعيش إلى جانب هاتين المدرستين مدرسة نشأت في الجانب الآخر من العالم أطلق عليها مجموعة (شعراء المهجر) حيث أنتجت كوكبة من النصارى العرب المهاجرين أدبا أصيلا تجديديا خالدا امتك سماته الخاصة وشق طريقه في تاريخ الأدب العربي وأول من أرخ لبواكيره الأب لويس شيخو في كتابه المهم عن تلك الفترة (تاريخ الآداب العربية في القرن التاسع عشر والربع الأول من القرن العشرين)، ومن أشهر شعراء المهجر وأبقاهم ذكرا إيليا أبو ماضي وقد تأخرت وفاته إلى سنة 1957م، وجبران خليل جبران وميخائيل نعيمة ونسيب عريضة ورشيد سليم الخوري
ثم ظهر شعر التفعيلة أو (الشعر الحر) على يد مجموعة من الشعراء العراقيين أشهرهم: بدر شاكر السياب الذي أصدر عدة دواوين وزميلته نازك الملائكة، وأصبح الشعر الحر مدرسة أنتج فيها كثيرون دواوين كثيرة وغنيت قصائدهم كنزار قباني، وممن أبدع فيه محمود درويش وصلاح عبد الصبور وعبد الرحمن العشماوي وأمل دنقل ومن اليمن عبد العزيز المقالح.
وظهر في الستينيات فن أدبي سُمي بقصيدة النثر حاول أصحابه الاكتفاء بالصورة والاستعارة وبعض الإيقاع ولكن لم تستسغه الأذن العربية، وقد صدق ظن الناقد الكبير الأستاذ إحسان عباس حيث ذهب إلى أن الأغنية العربية كانت داعما قويا للقافية وللشعر المقفى سواء كان بشطرين أو شعر تفعيلة فأغنية مقفاة.

## المقامات
المقامات هي مجموعة من الكلام الفصيح المغلى بالصدف والمرجان مجموعة حكايات قصيرة متفاوتة الحجم جمعت بين النثر والشعر بطلها رجل وهمي. وعرف بخداعه ومغامراته وفصاحته وقدرته على قرض الشعر وحسن تخلصه من المآزق إلى جانب أنه شخصية فكاهية نشطة تنتزع البسمة من الشفاه والضحكة من الأعماق. ويروي مغامرات هذه الشخصية التي تثير العجب وتبعت الإعجاب رجل وهمي يدعى عيسى بن هشام. يعتبر كتاب المقامات أشهر مؤلفات بديع الزمان الهمذاني الذي له الفضل في وضع أسس هذا الفن وفتح بابه واسعًا ليلجه أدباء كثيرون أتوا بعده وأشهرهم أبو محمد القاسم الحريري وناصيف اليازجي. ولهذا المؤلف فضل كبير في ذيوع الصيت، بديع الزمان الهمذاني لما احتواه من معلومات جمة تفيد جميع القراء من مختلف المشارب والمآرب إذ وضعه لغاية تعليمه فكثرت فيه أساليب البيان وبديع الألفاظ والعروض، وأراد التقرب به من الأمير خلف بن أحمد فضمنه مديحاً يتجلى خاصة في المقامة الحمدانية والمقامة الخمرية فنوع ولون مستعملاً الأسلوب السهل، واللفظ الرقيق، والسجع القصير دون أدنى عناء أو كلفة.
وقد اشتهرت من المقامات مقامتان التي جالت في كل أنحاء العالم الإسلامي، وهي :
مقامات بديع الزمان الهمذاني.
مقامات الحريري.
تنطوي المقامات على ضروب من الثقافة إذ نجد بديع الزمان'‘ يسرد علينا أخباراً عن الشعراء في مقامته الغيلانية'‘ و'‘ مقامته البشرية ويزودنا بمعلومات ذات صلة بتاريخ الأدب والنقد الأدبي في مقامته الجاحظية والقريضية والإبليسية، كما يقدم في المقامة الرستانية وهو السني المذهب، حجاجاً في المذاهب الدينية فيسفه عقائد المعتزلة ويرد عليها بشدة وقسوة، ويستشهد أثناء تنقلاته هذه بين ربوع الثقافة بالقرآن الكريم والحديث الشريف، وقد عمد إلى اقتباس من الشعر القديم والأمثال القديمة والمبتكرة فكانت مقاماته مجلس أدب وأنس ومتعة وقد كان يلقيها في نهاية جلساته كأنها ملحة من ملح الوداع المعروفة عند أبي حيان التوحيدي في «الإمتاع والمؤانسة»، فراعى فيها بساطة الموضوع، وأناقة الأسلوب، وزودها بكل ما يجعل منها:
وسيلة للتمرن على الإنشاء والوقوف على مذاهب النثر والنظم.
رصيد لثروة معجمية هائلة.
مستودعاً للحكم والتجارب عن طريق الفكاهة.
وثيقة تاريخية تصور جزءاً من حياة عصره وإجلال رجال زمانه.
كما أن مقامات بديع الزمان تعتبر نواة المسرحية العربية الفكاهية، وقد خلد فيها أوصافاً للطباع الإنسانية فكان بحق واصفاً بارعاً لا تفوته كبيرة ولا صغيرة، وأن المقامات هذه لتحفة أدبية رائعة بأسلوبها ومضمونها وملحها الطريفة التي تبعث على الابتسام والمرح، وتدعو إلى الصدق والشهامة ومكارم الأخلاق التي أراد بديع الزمان إظهار قيمتها بوصف ما يناقضها، وقد وفق في ذلك أيمن توفيق.
وهناك مقامات الحريري لمحمد الحريري التي أحدثت ضجة في العراق والأندلس بشكل خاص وفي العالم الإسلامي بشكل عام وقام يحيى بن محمود الواسطي برسم حكايتها.

## المدارس الأدبية في العصر الحديث
- مدرسة المطران
- مدرسة الإحياء والبعث
- مدرسة أبولو
- مدرسة المهجر

## اقرأ أيضًا
- أدب جاهلي
- شعر عربي
- نثر عربي
- الأدب في العصر العباسي